# فيل كارتر
فيل كارتر (بالإنجليزية: Phil Carter)‏ هو محامي أمريكي، ولد في 1975.